# Peter Serafinowicz
Peter Szymon Serafinowicz (/ˌsɛrəˈfɪnəwɪtʃ/ SERR-ə-FIN-ə-witch; sinh ngày 10/7/1972) là nam diễn viên, nghệ sĩ hài người Anh Quốc. Anh đã tham gia trong một số phim như: Shaun of the Dead (2004), Guardians of the Galaxy (2014), Star Wars: Episode I – The Phantom Menace (1999).